# Druciarz (operetka)
Druciarz, także Kotlarz (niem. Der Rastelbinder) – operetka Franza Lehára w trzech aktach z 1902 roku. Prapremiera miała miejsce w Wiedniu w Carl-Theater. Libretto zostało napisane przez Victora Léon.

## Historia powstania utworu
1 lipca 1901 roku Franz Lehár objął posadę kapelmistrza w Theater an der Wien. Jego nowy dyrektor Wilhelm Karczag, który właśnie kupił podupadający, choć sławny teatr poszukiwał repertuaru na sezon 1902/1903. Lehár postanowił skorzystać z nadarzającej się okazji i już w lutym 1902 roku zaczął rozglądać się za librettem. Nauczony przykrym doświadczeniem swoich wcześniejszych prób scenicznych szukał uznanych fachowców. Zwrócił się więc najpierw do Victora Léona, autora librett dwóch największych ostatnio wydarzeń na scenie operetkowej: Zemsty nietoperza Johanna Straussa i Balu w operze Heubergera. Przesłał mu wyciąg ze swojej opery Kukułka proponując współpracę. Léon nie odpowiedział jednak na propozycję nieznanego szerzej kapelmistrza Theater an der Wien. Lehárowi przyszedł wtedy z pomocą przyjaciel Friedrich Schmiedell, dzięki któremu kompozytor otrzymał libretto Wiedeńskich kobietek.
W trakcie pracy nad Wiedeńskimi kobietkami niespodziewanie zjawił się u Lehára Victor Léon, wykazując zainteresowanie osobą młodego kompozytora. W późniejszych wypowiedziach prasowych Léon twierdził, że to córka Lizzy skłoniła go do odwiedzenia Lehára. Léon mówił, że po przejrzeniu Kukułki uznał, że nie warto się angażować we współpracę z tak mało obiecującym kompozytorem. Tymczasem 15-letnia Lizzy często chodząca na ślizgawkę z upodobaniem słuchała orkiestry 26. regimentu, którą dyrygował Lehár, a szczególny jej zachwyt budził skomponowany przez Lehára jeszcze w 1894 roku, w Sarajewie, marsz Jetzt geht’s los – Zaczynajmy. Nuciła go często w domu, grywała na fortepianie, a gdy w końcu powiedziała ojcu kto jest autorem tego tak bardzo wpadającego w ucho utworu, Léon doszedł do wniosku, że być może zbyt pochopnie odrzucił ofertę Lehára. Pragnąc się upewnić przyniósł Lehárowi prolog Druciarza, proponując aby na próbę napisał doń muzykę. Po przesłuchaniu fragmentu doniósł mu pozostałe trzy akty. Lehár pracował nad partyturą wiosną i latem 1902 roku, pisząc jednocześnie muzykę do Wiedeńskich kobietek.

## Osoby
| Rola                           | Aktor z premiery 20 grudnia 1902 |
| ------------------------------ | -------------------------------- |
| Pfefferkorn, stary Żyd         | Louis Treumann                   |
| Janku                          | Wilhelm Bauer                    |
| Suzy, narzeczona Janku         | Mizzi Günther                    |
| Glöpper, mistrz blacharski     |                                  |
| Mizzi, jego córka              |                                  |
| Miloš Blaček, ułan z Trenczyna |                                  |

## Treść
Akcja operetki rozpoczyna się w słowacko-węgierskiej wiosce, gdzieś pod Trenczynem, w Karpatach. Chłopcy z tej wioski wyruszają w świat, by sprzedawać zabawki, pułapki na myszy, drutować garnki i tym sposobem zarobić na własne gospodarstwo. Aby w wielkim mieście nie zapomnieli o celu swej wyprawy, każdy z nich tradycyjnie, nim odejdzie z wioski musi zaręczyć się z miejscową dziewczyną. Utwór zaczyna się takimi właśnie zaręczynami chłopca i dziewczynki, prawie dzieci, którym asystuje ubogi handlarz cebulą, Żyd Pfefferkorn. Mała Suzy wyprasza u niego srebrnego guldena dla chłopca, chcąc aby jej Janku nie wyruszał w świat z pustymi kieszeniami. Żyd, choć biedny, chętnie daje monetę, gdyż – jak śpiewa – wie, że dobry uczynek zawsze procentuje w życiu.
Minęło 12 lat. Janku osiadł w Wiedniu i jest blacharzem, prawą ręką mistrza Glöppera. Zakochał się w jego córce Mizzi, a o swojej dziecięcej narzeczonej i zaręczynach całkiem już zapomniał. Pamięta jednak o nich stary Żyd Pfefferkorn, który tymczasem doszedł do znacznego majątku (widać srebrny gulden rzeczywiście procentował). Sądząc że Suzy nadal tęskni i czeka na przyrzeczonego jej chłopca, zabiera ją do Wiednia. Odnajduje Janku, ale czekają go niespodzianki – Janku kocha już inną, ale i Suzy od dawna jest zakochana w innym: w Milošu Blačku z Trenczyna, który teraz właśnie odbywa służbę wojskową u ułanów. Mimo woli Pfefferkorn doprowadził do zamieszania i komplikacji, niemniej ostatecznie postarał się o to, aby wszystko skończyło się zgodnie z naturalnym dążeniem serc.

## Dalsze losy
Ponieważ Lehár zwrócił się do Léona szukając libretta dla teatru, w którym został zatrudniony, chciał aby operetka została wystawiona w Teatrze nad Wiednią. Léon natomiast, który był związany z Carl-Theater przeznaczył utwór na tamtejszą scenę, sam też zamierzał go wyreżyserować. Problem rozwiązano polubownie. Karczag, który rozpoczynał działalność w Wiedniu nie chciał na wstępie wchodzić w konflikty z kimkolwiek. Bez trudności zgodził się więc na to, że od Lehára otrzyma Wiedeńskie kobietki, podczas gdy Druciarz zostanie wystawiony u konkurencji.
Dyrektorzy Carl-Theater, nieufni wobec debiutującego Lehára, wstawili jego utwór do repertuaru, jako świąteczne wypełnienie programu, przed zaplanowaną na początek stycznia premierą Madame Sherry Hugo Felixa. W związku z tym że w prologu występują dzieci operetka była całkiem bezsensownie reklamowana jako komedia dziecięca. Nie zabrakło też napięć w zespole. Louis Treumann odtwórca głównej roli zwrócił Léonowi tekst, nie chcąc grać postaci starego Żyda w obawie przed antysemickimi reakcjami na widowni. Lehár z kolei namawiał Léona na zmianę tytułu uważając go za zbyt staroświecki. Léon przekonał jednak ostatecznie Lehára do tytułu. Przekonał również Treumanna, że postać starego Żyda poza Girardim może zgrać tylko on i że będzie to z korzyścią zarówno dla sztuki, jak i dla niego samego. Widzowie zapamiętają go o wiele lepiej, oglądając nie kolejnego amanta, ale sceniczną indywidualność.
Premiera miała miejsce 20 grudnia 1902 roku. Publiczność przyjęła ją z entuzjazmem oklaskując nie tylko największe przeboje operetki, ale w ogóle wszystkie walce, polki, marsze i kadryle; po każdym akcie wywoływano Lehára wraz z wykonawcami, a na końcu urządzono ogromną dwudziestominutową owację. Druciarz uzyskał w Carl-Theater około 250 przedstawień, a dyrektor Weinberger zadbał o to, by wylansować go również poza Wiedniem. W ciągu roku wystawiono go na niemal wszystkich scenach operetkowych środkowo-wschodniej Europy. Stał się też początkiem świetnej kariery dwójki głównych wykonawców Mizzi Günther i Louisa Treumanna.
Krytyki nie potwierdziły ewidentnego sukcesu utworu. Były co najmniej oziębłe, przy czym atakowały głównie libretto Léona określając je jako niesmaczne (chodziło o postać Pfefferkorna) i niemodne. Pod wrażeniem opinii krytyków Lehár pospieszył się ze sprzedażą praw do Druciarza (na szczęście bez tantiem) wydawnictwu Weinbergera za 2 tysiące koron, robiąc jeden z gorszych interesów w życiu. Za nuty wyciągów i piosenek Druciarza Weinberger miał zarobić około 160 tysięcy koron.

## O operetce
Libretto dało Lehárowi możliwość pełnego wykorzystania talentu i zdobytej wiedzy. W swoich wędrówkach po monarchii austro-węgierskiej doskonale poznał małe miasteczka i typy jakimi Léon zaludnił scenę. Znał też koloryt przedmieść wiedeńskich. Wszystko to przełożył na język muzyczny z naturalnością i prostotą, a jednocześnie ze znakomitą znajomością warsztatu muzycznego, łagodnie balansując między tonacjami durowymi a molowymi, wrażliwy na każdą zmianę nastroju, niemal na każde drgnienie serca głównych bohaterów. Przy tym wypełnił utwór bogactwem rytmów i melodii. Publiczność gorąco oklaskiwała walce, marsze, polki i kadryle oraz największe przeboje operetki: Gdy dwoje się kocha, Czyś nie widział jej i Rachunek to przecież prosty.